# Infinity Ward
Az Infinity Ward egy amerikai videójáték-fejlesztő cég. Itt készült a Call of Duty, valamint a Call of Duty-sorozat öt másik része.
Az Infinity Wardot Vince Zampella és Grant Collier alapította Jason Westtel együtt 2002-ben. A cég mind a 22 eredeti tagja dolgozott a Medal of Honor: Allied Assault-on. Az Activision segített az Infinity Wardnak története elején, és felvásárolta a cég 30%-át. A stúdió első játéka a második világháborúban játszódó Call of Duty volt, ami 2003-ban jelent meg PC-re. A megjelenés napját követően az Activision felkapta az Infinity Wardot, és alkalmazottak hosszú sorát szerződtette le hozzá. A cég ezután belekezdett a Call of Duty 2, Call of Duty 4: Modern Warfare, Call of Duty: Modern Warfare 2 és a Call of Duty: Modern Warfare 3 fejlesztésébe, eközben pedig túljutottak a Call of Duty-sorozat tizedik részén, a Call of Duty: Ghostson is. Collier 2009 elején váratlanul elhagyta a céget és csatlakozott szülővállalatához, az Activisionhöz. 2010-ben Westet és Zampellát kirúgta az Activision „fegyelmezetlenségért és a szerződés megszegéséért”. Később csatlakoztak egy másik játékstúdióhoz, a Respawn Entertainmenthez. 2014. május 3-án a Neversoft egyesült az Infinity Warddal (beleértve a Neversoft Tony Hawk's Pro Skater és a Guitar Hero sorozatokat).